# Lena Stivell
Lena Stivell, född Lena Margareta Svensson 29 juni 1949 i Stockholm, död 13 juni 1983 i Solna församling, var en svensk scenograf.

## Filmografi roller
- 1967 – Åsa-Nisse i agentform